# Bradysia palpiclavata
Bradysia palpiclavata är en tvåvingeart som beskrevs av Yang 2003. Bradysia palpiclavata ingår i släktet Bradysia och familjen sorgmyggor. Inga underarter finns listade i Catalogue of Life.